# Стражник (Свентокшиське воєводство)
Стра́жник (пол. Strażnik) — село в Польщі, у гміні Солець-Здруй Буського повіту Свентокшиського воєводства.
Населення — 118 осіб (2011).
У 1975—1998 роках село належало до Келецького воєводства.

## Демографія
Демографічна структура на день 31 березня 2011 року:
|          | Загалом | Допрацездатний вік | Працездатний вік | Постпрацездатний вік |
| -------- | ------- | ------------------ | ---------------- | -------------------- |
| Чоловіки | 58      | 8                  | 47               | 3                    |
| Жінки    | 60      | 11                 | 39               | 10                   |
| Разом    | 118     | 19                 | 86               | 13                   |